# Pycreus diloloensis
Pycreus diloloensis là loài thực vật có hoa trong họ Cói. Loài này được Kük. ex Cherm. miêu tả khoa học đầu tiên năm 1934.